# إد شولتز
إد شولتز (بالإنجليزية: Ed Schultz) هو معلق رياضي ومقدم تلفزيوني ولاعب كرة قدم كندية ومقدم برامج إذاعية أمريكي، ولد في 27 يناير 1954 في نورفولك في الولايات المتحدة، وتوفي في 5 يوليو 2018 في واشنطن العاصمة في الولايات المتحدة.

## وصلات خارجية
- الموقع الرسمي
- إد شولتز على موقع IMDb (الإنجليزية)
- إد شولتز على موقع IMDb (الإنجليزية)
- إد شولتز على موقع إن إن دي بي (الإنجليزية)